# Дербес, Сильвия
Люси́ль Си́львия Дербес Амески́та (исп. Lucille Silvia Derbez Amezquita; 8 марта 1932 — 6 апреля 2002) — мексиканская актриса, известная как звезда золотого периода мексиканского кинематографа.

## Биография
Сильвия Дербес родилась 8 марта 1932 года в семье предпринимателя французского происхождения Марсело Дербеса Джилли (фр. Marcel Derbez Gilly) и Марии де ла Лус Амескита. Сильвия мечтала стать актрисой, но её отец был категорически против. Но при поддержке матери, девушка смогла реализовать свою мечту.
В возрасте четырнадцати лет в 1947 году под именем Люсиль Дербес дебютировала в фильме «La Novia del Mar». В следующем году снялась в фильме «Tarzan y las Sirenas» (США) с Джонни Вайсмюллером в главной роли, где исполнила роль русалки.
В 1953 году участвовала в конкурсе «Мисс Мексика», где заняла второе место. В 1955 году снялась в роли Эльсы в фильме «Река и смерть» режиссёра Луиса Бунюэля.
Скончалась от рака лёгких 6 апреля 2002 года.

## Фильмография
- 1955 — «Reclusorio» — Кармен Галисия
- 1955 — «El medallon del crimen (El 13 de Oro)» — Кармен
- 1954 — «Padre contra hijo» — Лусия
- 1954 — «La enganadas» — Элиса Гальвес
- 1954 — «La sobrina del senor cura» — Росита
- 1949 — «El seminarista» — Мерседес Ороско
- 1948 — «Dicen que soy mujeriego» — Флор
- 1948 — «Salon Mexico» — Беатрис
- 1948 — «Alla en el Rancho Grande» — Маргарита

### Теленовеллы
В 1958 году в Мексике начались съёмки первой в стране теленовеллы «Senda Prohibida» («Запретная тропа»), в которой Дербес исполнила роль Норы. На долгие годы работа Сильвии Дербес была связана с этим жанром. Она сыграла роли более чем в 40 теленовеллах, в том числе:
- 1999 — «Infierno en el Paraiso» («Ад в раю») — Анхелика
- 1998 — «Узурпаторша» («La usurpadora») — донья Исабела (Чабела) Рохас
- 1995 — «Узы любви» («Lazos de amor») — Милагрос
- 1989 — «Просто Мария» — Донья Мати (дубляж — Елена Павловская)
- 1974 — «Marina»
- 1968 — «Cruz de Amor» — Крус
- 1968 — «Mariana» — Мариана
- 1966 — «Maria Isabel» — Мария Исабель
- 1961 — «Elena» — Элена
- 1960 — «Mi amor frente al pasado» («Моя любовь наедине с прошлым»)
- 1960 — «Elisa» — Элиса
- 1958 — «Un paso al abismo» («Шаг над пропастью»)
- 2001 — «Злоумышленница» («La Intrusa») — Sagrario Vargas — Nana and mother of Rodrigo Jr.

Российскому зрителю Сильвия Дербес стала известна благодаря ролям доньи Мати в сериале «Просто Мария» (1989), Милагрос в сериале «Узы любви» и доньи Чабелы Рохас в сериале «Узурпаторша».
В 2001 году Сильвия была вынуждена оставить съёмки сериала «Злоумышленница» («La intrusa») на 30-й серии из-за проблем со здоровьем, связанных с раком лёгких. Её роль с успехом доиграла другая мексиканская актриса Барбара Хиль. Это была последняя работа Сильвии Дербес на телевидении — спустя год актрисы не стало.

## Личная жизнь
Вышла замуж за публициста Эухенио Гонсалеса Саласа (умер в 1986 году). В браке родились двое детей:
1. сын — Эухенио Дербес (род. 2 сентября 1962 года) — комедийный актёр, бывший супруг известной мексиканской актрисы Виктории Руффо.
2. дочь — Сильвия Эухения Дербес — мать актрисы кино и телевидения Сильвии Эухении (род. 1976).

## Премии
- В 1957 году номинировалась на премию «Ариэль» за лучшую роль второго плана в постановке «El Rey de Mexico».
- Фильм «Река и смерть»[исп.] (1955), в котором Сильвия Дербес сыграла одну из ролей, был выдвинут на премию Венецианского кинофестиваля.